# Caldecott (Oxfordshire)
Caldecott – wieś w Anglii, w hrabstwie Oxfordshire, w dystrykcie Vale of White Horse. Leży 11 km na południe od Oksfordu i 83 km na zachód od Londynu.